# Laurentius Illuminator
Laurentius Illuminator, ook Laurentius van Spoleto en Laurentius van Syrië († ca. 576, Farfa) was een waarschijnlijk uit Syrië afkomstige kloosterling. Hij zou tijdens de crisis rond het arianisme zijn verdreven en zijn toevlucht hebben gezocht in Italië. Volgens een legende kwam Laurentius met zijn zuster Suzanna in Rome aan en werd bisschop van Spoleto. Hij zou aan de Farfa, een zijrivier van de Tiber, de abdij van Farfa gesticht hebben. Laurentius geldt als een van de apostelen van Umbrië. Hem werd het helen van blindheid toegeschreven, waardoor hij zijn bijnaam "Illuminator" verkreeg.
Vast staat, dat in het jaar 554 "Laurentius van Syrië, bisschop van Forum Novum" (Vescovio) is geweest. Hij wordt vereenzelvigd met Laurentius Illuminator resp. Laurentius van Spoleto. Naast een basiliek stonden er enkele monnikskluizen. Het complex zou in de periode 554-557 zijn verwoest door de Longobarden en aan het eind van de 6e eeuw weer zijn opgebouwd.
Laurentius wordt vereerd als heilige. Zijn gedachtenis is op 3 februari.